# ブリーワグ
ブリーワグ(Bullywug)は、テーブルトークRPG『ダンジョンズ&ドラゴンズ』（D&D）に登場する架空のカエル人間である。彼らは沼地に棲む暴力的な種族である。

ブリーワグは『アドバンスト・ダンジョンズ&ドラゴンズ』（AD&D）第1版のモンスター集『Fiend Folio』(1981、未訳)にて、ゲイリー・ガイギャックスとその息子ルークによってデザインされた。

## 掲載の経緯

### AD&D 第1版(1977-1988)
上述の『Fiend Folio』でブリーワグは「雨林、沼地、湿った洞窟など、皮膚を乾燥させないための日が当たらない暗闇の水辺ならどこにでもいる直立した両生類の種族」と紹介された。また、冒険シナリオ、『Dwellers of the Forbidden City』(1981、未訳)にて、冒険の舞台 "禁忌の都市(Forbidden City)" に棲む3つの有力氏族の一角として登場している。また、『ホワイトドワーフ』39号(1983年3月)にはブリーワグが怪物の長と崇める半神Ggorulluzgが紹介された。1987年にはフランク・メンツァー作のシナリオ『Needle』(未訳)にて、同じカエル人間である“グリップリー(Grippli)”とともに登場している。シナリオでブリーワグとグリップリーの部族は互いに自らを“良き種族”、相手を“悪しき種族”と呼んで対立している。

### AD&D 第2版(1989-1999)
AD&D第2版では『Monstrous Compendium Volume 2』(1989、未訳)に登場し、『Monstrous Manual』(1983、未訳)に再掲載された。
モンスターが崇める邪神を特集したサプリメント『Monster Mythology』(1992、未訳)では、ブリーワグの崇める神がRamenosという神に変更されている。

『The Complete Book of Humanoids』(1993、未訳)ではプレイヤー用種族として紹介された。この本で、PCとなるブリーワグは一般的な個体より長身かつ知性的な“強化版ブリーワグ”で、一例としてブリーワグの社会では極めて例外的な女性ブリーワグの冒険者を取り上げている。『Player's Option: Skills & Powers』(1985、未訳)でもプレイヤー用種族として、「プレイヤー・キャラクターのブリーワグは野蛮で最低な掠奪者であるこの種族の中では強化された亜種である。一般的なブリーワグは石器の槍や棍棒を用いるが、強化されたブリーワグは鎧をまとい、人間の武器を用いて些細なトラブルに対処する」とある。

### D&D 第3版(2000-2002)、D&D 第3.5版(2003-2007)
D&D第3版では『Monstrous Compendium: Monsters of Faerûn』(2001、邦題『フェイルーンのモンスター』) に登場。ここでも同じカエル人間である“シブ(Siv)”との縄張り争いをしている。

### D&D 第4版(2008-)
D&D第4版では、『モンスター・マニュアルⅡ』(2009)に以下の個体が登場している。

いずれもモンスターとしてのレベルは1〜3と、極めて低級なモンスターになっている。
- ブリーワグのごろつき／Bullywug Mucker
- ブリーワグの飛び跳ね屋／Bullywug Twitcher
- ブリーワグの鳴き手／Bullywug Croaker
- ブリーワグの沼王／Bullywug Mud Lord

### D&D 第5版(2014-)
D&D第5版では、『モンスター・マニュアル』(2014)に登場している。

## 肉体的な特徴
ブリーワグの身長は4フィート(約122cm)〜7フィート(約213cm)、体重は100ポンド(45kg)〜300ポンド(136kg)ほどある。
緑、灰色、または黄色の斑模様をした肌を持つ、カエルが直立した姿をしている。彼らの肌は保護色となり、沼地では迷彩となる。両手は水掻きが残っているが、物がつかめる。
ブリーワグは不潔で、吐き気のする悪臭に包まれている。

## 社会
ブリーワグは沼地を荒らす野蛮で汚らしい種族である。彼らは第3版では“混沌にして悪”の、第5版では“中立にして悪”の属性をした嫌われ者である。
第4版では、自分たちこそがプライモーディアル(古代神霊)が創造した最初の生物であると主張している。
ブリーワグは沼地など水辺に棲息し、熟達した狩人、猟師であり、罠と投網の使い手である。だが、愚かなブリーワグは自分たちの棲み家を保全しようなどとは考えず、水辺の資源を食い尽くしてしまう。そのため、同じカエル人間であるグリップリーやシブとの間でも諍いが絶えない。ブリーワグ自身も自己嫌悪の念が強く、自分たちが何者かに嫌われ殺される運命なのではという妄想を抱いている。事実、彼らの妄想はゲーム上まったく正しいことで、第4版ではブリーワグへの攻撃でクリティカルヒットを出すと“大自然の報酬”という力が働き、PCの体力が回復する。彼らは蛮行を重ねることでいつかスラードになれるのではと夢想している。
ブリーワグは原始的な男権社会で、女性は出産のためだけに存在する。

ブリーワグは沼地の資源が枯渇すると平気で共食いを始め、そうでなくとも必要もなく共食いをする者もいる。サフアグンはブリーワグの天敵で、スポーツ感覚で棲み家を襲撃し生きている者を片っ端から捕食してしまう。
ブリーワグは戦闘では数の力を頼りに、水面から一斉に飛びかかって包囲する作戦を行う。

ブリーワグは水面から相手を突き刺すのに適した槍などの鋭い武器を好む。向こう見ずなカエル跳び(15フィートの高さで、30フィートほど跳躍できる)で威力を上げての強襲も好んで行う。

鎧は革鎧か、より良い鎧を身につけることを、水棲生物として不都合であることにもかかわらず誇りに思っている。

ブリーワグは考えなしの性格なので、半分の確率で死ぬまで戦う。そしてまた半分の確率で、仲間が倒れた際、例え有利な状況であろうとも逃走してしまう。
ブリーワグの中には邪神を崇める神官もいて、他のモンスターを魔法で召喚してけしかけることも行う。だが、この魔法はいい加減なもので、25％の確率でまったく統制できない状態となり、敵味方なく攻撃を始める。召喚したモンスターと戦闘になって本来の襲撃がお流れになるのも珍しい話ではない。
ブリーワグの中には他と比べて知性的な者がおり、限定的ではあるが魔法を使う者もいる。“ブリーワグの沼王”は冷酷で、部下を攻撃魔法の巻き添えにすることによって命中確率を高めようとする。
また、ブリーワグはカエルやヒキガエルと単純な意思疎通ができ、ジャイアント・トード(巨大ヒキガエル)を門番もしくは猟犬代わりとして調教している。
『The Complete Book of Humanoids』などで取り上げられたPC用のブリーワグは身長が6フィート(約183cm)〜7フィート(約213cm)ほどあり、通常のブリーワグよりも知性的である。彼らは同族と同様に他の種族から嫌悪されている。彼らは邪神の崇拝を捨てたことにより、邪神の手から逃れようと新たな信仰を得ようとする。
第5版のブリーワグは自分たちが沼地の正当な支配者だと主張している。彼らは沼地を渡る者たちに仰々しい立ち振る舞いを見せつけては、沼地の王への貢ぎ物として、宝物や魔法のアイテムを要求する。ブリーワグは自分たちが支配者として偉ぶることしか関心がないので、それらの貢ぎ物は粗雑に扱われ、やがてゴミと化す。

ブリーワグの王もしくは女王は劣等感の塊で、支配者としての威厳と畏敬を切望している。ブリーワグの戦士は襲いかかった者たちを殺そうとするよりも、捕らえて彼らの王宮に引っ立てようとする。王は捕虜に自らの宝物や版図の素晴らしさを説き、慈悲を乞うことを強請する。賄賂や貢ぎ物、あるいはお世辞でおだてれば解放されるかもしれない。

## 信仰
ブリーワグは第1版では半神Ggorulluzgを崇め、第2版ではRamenosを崇めている。
このRamenosは第4版でデーモンを扱った『Demonomicon』(2010、邦題『デモノミコン』)ではすでに死んでおり、彼の腐乱死体はアビス(デーモンの棲む奈落)の第53層にてバクテリア養殖地として利用された。

第4版、第5版でのブリーワグの信仰は不明。

## D&D世界でのブリーワグ

### フォーゴトン・レルムでのブリーワグ
フェイルーンにあるシェリンバー沼の所有権をかけて、ブリーワグは同じカエル人間のシブと激しい闘争を繰り広げている。だが、現実にはブリーワグよりずっと知性的で優れたモンク(武闘家)であるシブによって沼の端へと追いやられている。内向的なシブはブリーワグの居住地を人間との緩衝地帯として残している。

### グレイホークでのブリーワグ
『Dwellers of the Forbidden City』や『Needle』はグレイホークの世界のシナリオである。

ブリーワグはフール湿地(Hool Marshes)、霧湿地(Mistmarsh)、およびヴァスト沼(Vast Swamp)に出没している。彼らはヴァスト沼で信仰されている邪神Wastriを信仰している。